# Dòng thời gian của đại dịch COVID-19 tháng 7 năm 2020
Đây là dòng thời gian các sự kiện chính vào tháng 7 năm 2020 của đại dịch COVID-19, gây ra bởi SARS-CoV-2, lần đầu tiên được phát hiện ở Vũ Hán, Trung Quốc.

## Dòng thời gian

### 1 tháng 7
- Kể từ thứ Tư 1/7, EU quyết định bắt đầu mở cửa biên giới cho 15 nước ngoài khối, trong đó có bốn nước châu Á là Trung Quốc, Nhật Bản, Hàn Quốc và Thái Lan nhưng không có Việt Nam. (BBC)
- Cố vấn y tế Nhà Trắng Anthony Fauci cho rằng Mỹ đang "đi sai hướng" trong nỗ lực chống Covid-19 giữa lúc số ca nhiễm mới tăng đột biến ở nước này. (vnExpress)
- Các ca nhiễm virus corona tăng hơn gấp đôi tại ít nhất 10 tiểu bang Mỹ gồm cả Florida và Texas. Arizona ghi nhận con số tăng cao nhất trong tháng, với 294%. Tiếp theo là South Carolina và Arkansas. Các ca nhiễm cũng tăng hơn gấp đôi tại Alabama, Nevada, North Carolina, Oklahoma và Utah. (VOA)

### 2 tháng 7
- Mỹ ghi nhận hơn 48.000 ca nCoV trong 24 giờ qua, vượt mức kỷ lục ngày 26/6 và là mức tăng cao nhất từ khi Covid-19 bùng phát tại nước này. (vnExpress)

### 6 tháng 7
- Trump tuyên bố trong bài phát biểu kỷ niệm Quốc khánh Mỹ hôm 4/7 chiến lược chống Covid-19 của Mỹ "đang đi đúng hướng" và 99% ca nhiễm nCoV ở quốc gia này "hoàn toàn vô hại".  (vnExpress)

### 7 tháng 7
- Ca nhiễm tại Mỹ, vùng dịch lớn nhất thế giới, đã vượt ba triệu với 3.026.872 trường hợp được xác nhận, trong khi 132.843 người đã tử vong, tăng lần lượt 50.440 và 294 ca trong 24 giờ qua. (vnExpress)

### 8 tháng 7
- Tổng thống Mỹ Donald Trump đã chính thức khởi động thủ tục để Hoa Kỳ rút khỏi Tổ chức Y tế Thế giới (WHO) trong vòng một năm nữa. (RFI)
- 60.209 ca nhiễm mới nCoV được các bang tại Mỹ báo cáo hôm qua, mức tăng kỷ lục trong 24 giờ, nâng tổng số ca nhiễm tại nước này lên 2.991.351. Vùng dịch lớn nhất thế giới cũng báo cáo thêm 1.114 ca tử vong, nâng số người chết lên 131.362. (vnExpress)
- Tổng thống Brasil Jair Bolsonaro bị nhiễm vi khuẩn corona mới sau khi thử nghiệm dương tính tại một bệnh viện quân đội ở thủ đô Brasília. TT Bolsonaro đã có các triệu chứng: bị sốt và đau nhức cơ thể. (ZDF)
- Hơn 1,1 triệu người, trong đó có khoảng 24.000 sinh viên Việt, có thể bị ảnh hưởng khi chính quyền Trump yêu cầu sinh viên mang visa F-1 và M-1 về nước nếu chương trình học online 100%. (vnExpress)
- Quy định về visa mới của Trump được cho là nhằm thúc đẩy chương trình nghị sự chống nhập cư lâu nay và buộc các trường học Mỹ phải mở cửa trở lại. (vnExpress)

### 9 tháng 7
- Theo thống kê của Reuters hôm 8/7, mức tăng số ca nhiễm mới trong 24 giờ qua đã nâng tổng ca nhiễm nCoV cả nước Mỹ vượt 3,1 triệu, trong đó gần 135.000 người chết. Đây cũng là ngày thứ hai liên tiếp ca nhiễm mới nCoV ở Mỹ vượt 60.000 và hơn 900 người chết. (vnExpress)
- Hai đại học hàng đầu nước Mỹ, Harvard và MIT, đang kiện các cơ quan nhập cư về quyết định rút thị thực đối với những sinh viên nước ngoài đổi sang học hoàn toàn trực tuyến. (BBC)

### 10 tháng 7
- Cho tới tháng 6, Việt Nam có 30,8 triệu lao động bị "ảnh hưởng tiêu cực" bởi Covid-19 và có thể nhiều hơn vào cuối năm. "Bị ảnh hưởng", là những người lao động từ 15 tuổi trở lên mất việc, phải nghỉ giãn việc, nghỉ luân phiên hoặc có việc làm nhưng giảm giờ làm và thu nhập... Trong đó, số người bị giảm thu nhập chiếm tới 57,3%. (vnExpress)
- Bang California đệ đơn kiện chính quyền liên bang vì chính sách buộc hàng nghìn sinh viên quốc tế rời Mỹ nếu các trường chỉ tổ chức học trực tuyến. (vnExpress)

### 11 tháng 7
- Thêm 346 người Việt Nam được bay từ thủ đô Washington của Mỹ về nước trong hai ngày 8 và 9 tháng 7. Trong khi đó, vẫn còn hơn 10.000 ngàn người Việt ở Mỹ đăng ký được hồi hương song hiện phải chờ đợi giữa lúc chưa có đường bay thương mại nào được thiết lập.  (VOA)
- Người hâm mộ bóng chày Nhật Bản kéo tới sân vận động xem các trận đấu đầu tiên sau nhiều tháng, bất chấp ca nhiễm nCoV ở Tokyo kỷ lục. (vnExpress)
- Mỹ, vùng dịch lớn nhất thế giới, ghi nhận 3.283.121 ca nhiễm trong khi 136.520 người đã tử vong, tăng lần lượt 63.122 và 698 ca trong 24 giờ qua. (vnExpress)

### 13 tháng 7
- Tòa Bạch Ốc nay đang mở chiến dịch triệt hạ uy tín của Bác sĩ Anthony Fauci, một thành viên trong toán đặc nhiệm chống COVID-19, qua việc cung cấp cho giới truyền thông danh sách những phát biểu của ông Fauci mà họ coi là sai lầm.  (Người Việt)
- Mười bảy bang và Quận Columbia (thủ đô Washington D.C.) đã kiện chính quyền Trump, tìm cách chặn một quy luật mới sẽ thu hồi thị thực của các sinh viên nước ngoài tham gia các lớp học hoàn toàn trực tuyến vào mùa thu. (NYT)

### 14 tháng 7
- Theo một phân tích mới, đại dịch coronavirus đã tước đi bảo hiểm y tế  của khoảng 5,4 triệu người Mỹ trong khoảng từ tháng 2 đến tháng 5, một giai đoạn mà nhiều người tuổi thành niên không được bảo hiểm vì mất việc làm. (NYT)
- Bang California tái đóng cửa phần lớn các cơ sở kinh doanh sau một tháng mở lại, do số ca nhiễm nCoV tăng mạnh. California ghi nhận thêm hơn 8.300 ca nhiễm nCoV mới trong ngày, nâng tổng số ca lên gần 330.000, trong đó hơn 7.000 ca tử vong.  l (vnExpress)]
- Hai căn cứ quân sự quan trọng của Mỹ ở Okinawa, miền nam Nhật Bản, đã bị phong tỏa sau khi có hơn 60 lính thủy quân lục chiến Mỹ bị nhiễm virus corona những ngày gần đây. Thống đốc Okinawa, Denny Tamaki đã yêu cầu chỉ huy lực lượng Mỹ đưa ra những biện pháp phòng chống nghiêm ngặt, và minh bạch trong việc thông báo cho chính quyền địa phương về tình hình lây nhiễm trong các căn cứ Mỹ. (RFI)
- Tokyo kêu gọi hơn 800 khán giả xét nghiệm Covid-19, sau khi ghi nhận ít nhất 20 ca nhiễm liên quan tới buổi biểu diễn của một ban nhạc. (vnExpress)
- Cố vấn Nhà trắng Peter Navarro tuyên bố, Trung Quốc đã gửi một "vũ khí virus" để nhắm vào Hoa Kỳ, đồng thời đề cập đến ứng cử viên tổng thống của Đảng Dân chủ Joe Biden là "ứng cử viên của Đảng Cộng sản Trung Quốc". (Newsweek)

### 16 tháng 7
- Nhà dịch tễ học hàng đầu nước Mỹ gọi những chỉ trích của Nhà Trắng nhắm vào ông là "kỳ quặc", đề nghị "chấm dứt chuyện vô nghĩa này". (vnExpress)
- Mỹ hôm 16/7 báo cáo thêm 77.217 ca nhiễm mới nCoV, vượt mức tăng kỷ lục 69.070 ca hôm 10/7, nâng số người nhiễm cả nước lên hơn 3,6 triệu. Nước này hiện ghi nhận hơn 140.000 ca tử vong do nCoV, tăng gần 1.000 trường hợp so với một ngày trước đó.  (vnExpress)
- Anh Quốc, Hoa Kỳ và Canada, 16/07/2020, đã lên tiếng tố cáo một nhóm tin tặc Nga, được biết dưới tên APT29, đã tấn công vào các viện bào chế, trung tâm nghiên cứu của Anh, Canada và Mỹ. (RFI)

### 18 tháng 7
- Trump cho hay sẽ không ra chỉ thị yêu cầu người Mỹ đeo khẩu trang và không tin việc che mặt sẽ giúp kiềm chế nCoV lây lan, khi được hỏi liệu ông có xem xét ban hành một chỉ thị quốc gia, yêu cầu mọi người Mỹ đeo khẩu trang để kiểm soát Covid-19 hay không.  (vnExpress)
- Bộ Nông nghiệp Hà Lan ngày 17/07/2020 thông báo đây là nông trại thứ 25 phải có biện pháp triệt để nhằm ngăn chận virus corona lây lan. Tới nay, hơn một triệu con bò rừng đã bị tiêu diệt ở Hà Lan từ đầu mùa dịch Covid-19, sau khi phát hiện "rất có thể 2 nhà chăn nuôi bị nhiễm từ giống bò này".   (RFI)

### 20 tháng 7
- 39 người bị bắt giam sau khi tấn công cảnh sát tại một "bữa tiệc nCoV" với hàng nghìn người tham gia ở thành phố Frankfurt, Đức. 5 cảnh sát bị thương trong vụ bạo loạn xảy ra vào khoảng 3h sáng 19/7, khi họ nỗ lực ngăn chặn một cuộc xô xát liên quan đến khoảng 30 người tại quảng trường Opera lịch sử ở Frankfurt. (vnExpress)
- Một loại vắc-xin virus corona có tên ChAdOx1 nCoV-19 do Đại học Oxford nghiên cứu phát triển dường như an toàn và tạo được phản ứng miễn dịch. Thử nghiệm liên quan đến khoảng 1.077 người cho thấy việc tiêm vắc-xin đã khiến họ tạo ra kháng thể và tế bào bạch cầu có thể chống lại virus corona.  (BBC)

### 21 tháng 7
- Liện hiệp châu Âu đã thỏa hiệp được các điều kiện cho quỹ phục hồi kinh tế và ngân sách lớn lên đến gần 2.000 tỉ euro sau những ngày đàm phán đầy căng thẳng.  (Tuổi Trẻ)

### 22 tháng 7
- Mỹ ghi nhận hơn 1.000 người chết vì nCoV trong 24 giờ qua, mức tăng cao nhất kể từ đầu tháng 6.  Số ca tử vong ở Mỹ đạt đỉnh hồi tháng 4 với trung bình 2.000 người/ngày, sau đó giảm dần còn trung bình 1.300 người/ngày vào tháng 5 và dưới 800 người/ngày vào tháng 6. (vnExpress)
- California báo cáo kỷ lục hơn 11.800 ca nhiễm mới nCoV trong 24 giờ qua, khiến tổng ca nhiễm của bang này với gần 400.000 ca nhiễm nCoV cao hơn cả Nam Phi, vùng dịch thứ năm thế giới. Bang này hiện ghi nhận hơn 7.700 người chết do nCoV, tăng khoảng 50 ca so với một ngày trước đó. (vnExpress)
- Trump cho biết khẩu trang có tác dụng trong việc phòng chống Covid-19, kêu gọi người dân sử dụng và ông cũng sẽ làm vậy. Sự thay đổi trong cách tiếp cận Covid-19 của Trump xảy ra trong bối cảnh số ca nhiễm nCoV tăng mạnh tại nhiều bang trên cả nước, bao gồm những bang quan trọng về chính trị như Florida, Texas và Arizona. (vnExpress)
- Chủ tịch Hạ viện Mỹ Nancy Pelosi gọi nCoV là "virus Trump" khi bà bình luận về cách ứng phó đại dịch của chính quyền đương nhiệm.  (vnExpress)
- Nhà hàng Apple Bistro ở California bị giới chức địa phương cảnh báo vì nhân viên không đeo khẩu trang và từ chối phục vụ nếu khách hàng che mặt. (vnExpress)
- Bộ Y tế Nhật Bản chấp thuận sử dụng dexamethasone, một loại thuốc steroid để điều trị người nhiễm nCoV. Đây là phương pháp chữa Covid-19 thứ hai được Nhật chấp thuận, sau thuốc kháng virus remdesivir.  (vnExpress)
- Mỹ báo cáo hơn 3,95 triệu ca Covid-19 vào tối 22/7, tăng gần một triệu người nhiễm so với hai tuần trước. (vnExpress)
- California vượt qua New York trở thành bang ghi nhận ca nhiễm nhiều nhất nước. Thống đốc Gavin Newsom thông báo ngày 22/7 rằng số người nhiễm tại bang tăng kỷ lục 12.807 ca trong 24 giờ, nâng tổng số lên 413.576. Tuy nhiên, số người chết ở California chỉ bằng 1/3 của New York, nơi ghi nhận hơn 25.000 ca tử vong.  (vnExpress)

### 23 tháng 7
- Hiệp hội y tá Mỹ xếp 164 đôi giày trắng bên ngoài tòa nhà quốc hội Mỹ để tưởng nhớ các đồng nghiệp của họ đã chết vì Covid-19. (vnExpress)
- Công ty dược phẩm Astrazeneca, một trong những công ty dẫn đầu trong việc thử nghiệm vắc xin ngừa corona, cho là có thể ra mắt thị trường trong năm nay - với giá 2,50 euro mỗi đơn vị, giá bằng tiền công sản xuất, trong khi một hãng khác của Trung Quốc cũng đang cho thử nghiệm ở Brasil.  (n-tv)
- Tổng thống Mỹ thực hiện lời đe dọa của mình và gửi các đơn vị cảnh sát liên bang đến các thành phố lớn khác. Các thị trưởng liên quan cho biện pháp này là để đánh lạc hướng. Theo họ Trump muốn che đậy thất bại của chính mình trong cuộc chiến chống lại đại dịch Corona. (DW)

### 24 tháng 7
- Trong cuộc họp báo ở Nhà Trắng về tình hình dịch bệnh COVID-19, Tổng thống Mỹ Donald Trump thông báo sẽ hủy đại hội Đảng Cộng hòa ở Jacksonville, bang Florida do số ca bệnh tăng mạnh ở Mỹ. (Tuổi Trẻ)

### 26 tháng 7
- Cơ quan quản lý hàng không Hoa Kỳ (FAA) ra lệnh kiểm tra van động cơ 2.000 máy bay Boeing phải đậu ở mặt đất do dịch Covid-19. Quyết định được đưa ra hôm 24/07/2020 sau khi phát hiện ra những máy bay Boeing 737 NG và Classic không vận hành ít nhất bảy ngày đã có những sự cố ở van động cơ.  (RFI)
- Triều Tiên thông báo trường hợp nghi ngờ chính thức đầu tiên. Kim Jong Un tuyên bố "tình trạng báo động tối đa". Thành phố Kaesong ở biên giới với Hàn Quốc đã hoàn toàn bị phong tỏa. (Spiegel)
- Do số ca nhiễm corona ở nước này ngày càng tăng, những người ở Anh đi nghỉ ở Tây Ban Nha sẽ phải cách ly hai tuần khi trở về kể từ thứ Bảy 25.7.  (FAZ)
- Hơn 150 chuyên gia y tế, nhà khoa học và một số thành phần xã hội khác đã cùng ký vào một lá thư kêu gọi các nhà lãnh đạo chính trị của Mỹ áp lệnh phong tỏa toàn quốc để chống dịch.  Tính đến sáng 26-7 trong vòng 24 giờ qua, Mỹ ghi nhận thêm 68.212 ca mắc COVID-19 mới, số ca tử vong cũng tăng thêm 1.067 ca. (Tuổi Trẻ)
- Mỹ vừa thông báo sẽ không nhận thêm bất kỳ sinh viên nước ngoài nào đăng ký các khóa học hoàn toàn trực tuyến, sau khi hủy kế hoạch buộc hàng chục ngàn du học sinh nước ngoài về nước nếu chỉ học trực tuyến vào mùa thu năm nay. (Tuổi Trẻ)

### 27 tháng 7
- Một người đàn ông làm việc tại một công ty hải sản ở Đại Liên bất ngờ mắc COVID-19, kết thúc 111 ngày không có ca nhiễm tại thành phố này. Cả thành phố bước vào 'trạng thái thời chiến', gấp rút xét nghiệm hơn 6 triệu dân. (Tuổi Trẻ)
- Dịch bệnh COVID-19 tính tới ngày 10.7 theo thống kê của Công ty Yelp đã làm 26.160 nhà hàng tại Mỹ phải đóng cửa, trong đó có 15.770 nhà hàng phải đóng cửa vĩnh viễn vì không thể trụ nổi. (Tuổi Trẻ), (ABC)

### 28 tháng 7
- Đà Nẵng sẽ phải thực hiện giãn cách xã hội theo Chỉ thị 19 của Thủ tướng Chính phủ thực hiện các biện pháp phòng chống dịch COVID-19 áp dụng từ 0h ngày 28-7-2020 ít nhất trong 14 ngày. Tuy nhiên, tại những điểm là ổ dịch thì thực hiện theo tinh thần của Chỉ thị 16/CT-Ttg.  (Tuổi Trẻ),  (RFI), (VOA)
- Các nhân viên y tế thuộc một mạng lưới nghiệp đoàn gồm khoảng 40 tổ chức với hơn một triệu thành viên hôm qua, 26/07/2020, đã đệ đơn kiện tổng thống Jair Bolsonaro lên Tòa án Hình sự Quốc tế La Haye. Ông Bolsonaro bị cáo buộc phạm tội ác chống nhân loại, vì đã xử lý tệ hại đại dịch virus corona, làm cho trên 87.000 người chết tại Brazil. (RFI)
- Sau một tang lễ với hơn 100 người tham dự, 47 khách trong khu vực Schwäbisch Gmünd ở Baden-Württemberg, Đức đã có kết quả dương tính với virus corona. (Spiegel)
- Bộ Ngoại giao Đức khuyên không nên đi 3 tỉnh của Tây Ban Nha Catalonia, Aragón và Navarra. Những nước khác cũng có vấn đề là Luxemburg, Croatia, vùng Antwerpen ở Bỉ,  Các nước ngoài EU ở Châu Âu bị xếp loại nguy hiểm là Serbia, Nga, Belarus, Ukraine, Armenia, Gruzia, Aserbaidschan, Montenegro, Albania, Kosovo, Bosnia-Herzegowina, North Mazedonia, Cộng hòa Moldau cũng như Thổ Nhĩ Kỳ.  (Spiegel),  (Welt)

### 29 tháng 7
- Mỹ ghi nhận hơn 1.200 người chết vì Covid-19 trong 24 giờ qua, mức cao nhất từ tháng 5, khi nhiều bang báo cáo số ca tử vong kỷ lục. Mỹ hiện ghi nhận hơn 150.000 người tử vong vì Covid-19 trên tổng số hơn 4,4 triệu ca nhiễm.  (vnExpress)
- Tổng thống Mỹ Donald Trump một lần nữa bảo vệ quan điểm sử dụng hydroxychloroquine để điều trị virus corona, điều mâu thuẫn với lời khuyên của các chuyên gia y tế làm việc cho ông. Ông Trump cho rằng thuốc trị sốt rét bị loại khỏi việc điều trị Covid-19 chỉ vì ông đã gợi ý dùng nó. (BBC)
- Nga có thể sẽ cho phép sử dụng  vắc-xin coronavirus đầu tiên trên thế giới. Vắc-xin được phát triển bởi Viện Gamalei ở Moscow, hạn định là sẽ phê duyệt trước ngày 10 tháng 8. CNN cho là nó vẫn trong giai đoạn 2. Hiện thời chỉ có năm loại vắc xin trong giai đoạn 3 với hàng ngàn người thử nghiệm.  (n-tv)
- Hai quận Cầu Giấy và Nam Từ Liêm, Hà Nội đồng loạt thiết lập điểm kiểm soát y tế, phun khử trùng tại hai khu vực 106 Trần Thái Tông và ngách 26, ngõ 230 Mễ Trì Thượng khi có ca nghi nghiễm COVID-19 liên quan đến hai địa chỉ này.  (Tuổi Trẻ)
- Sở Y tế Thành phố Hồ Chí Minh đề nghị Bệnh viện Quốc tế City theo dõi sức khỏe những nhân viên y tế có tiếp xúc trực tiếp với người bệnh nghi ngờ nhiễm COVID-19, bên cạnh việc tạm ngưng tiếp nhận bệnh nhân, trong khi chờ đợi kết quả xét nghiệm của 2 trường hợp nghi nhiễm COVID-19.  (Tuổi Trẻ)

### 30 tháng 7
- Cố vấn y tế Nhà Trắng, tiến sĩ Anthony Fauci cảnh báo trẻ em trên 9 tuổi có thể lây lan nCoV như người lớn, kêu gọi cân nhắc việc tái mở cửa các trường học.  (vnExpress)
- Lãnh đạo Quảng Nam ra quyết định cách ly xã hội theo chỉ thị 16 toàn thành phố Hội An, từ 0h ngày 31/7 đến 14/8. Người dân Hội An được yêu cầu ở nhà, chỉ ra ngoài trong trường hợp thật sự cần thiết như mua lương thực, thực phẩm, dược phẩm và hàng hóa, dịch vụ thiết yếu khác.   (vnExpress)
- Nhật Bản sẽ dỡ lệnh cấm tái nhập cảnh từ với những người nước ngoài có giấy phép cư trú tại quốc gia này, bắt đầu từ tuần tới. Gần 90.000 người nước ngoài có giấy phép cư trú, bao gồm sinh viên, người làm ăn và thực tập sinh, đang mắc kẹt ngoài Nhật Bản sau khi chính quyền ban lệnh cấm nhập cảnh với hơn 100 quốc gia để đối phó Covid-19.  (vnExpress)

### 31 tháng 7
- Tổng thống Philippines Rodrigo Duterte khuyên người dân hãy khử trùng khẩu trang bằng xăng, khẳng định ông không hề đùa. (vnExpress)
- Trong đợt tái bùng phát Covid-19, từ ngày 25/7 đến nay Việt Nam ghi nhận tổng cộng 93 ca nhiễm. Trong đó, Đà Nẵng 79 ca, Quảng Ngãi một ca, Quảng Nam 8 ca, Hà Nội hai ca, Đăk Lăk một ca, Thành phố Hồ Chí Minh hai ca. Các bệnh nhân này đều có yếu tố dịch tễ liên quan Đà Nẵng.  (vnExpress)
- Nguồn tin độc quyền của Reuters cho biết phía Mỹ tin rằng tin tặc có liên quan chính phủ Trung Quốc đã tấn công hãng dược Moderna, hãng nghiên cứu phát triển văcxin hàng đầu của Mỹ. (Tuổi Trẻ)